# Raquel Welch
Raquel Welch, nome artístico de Jo Raquel Tejada (Chicago, 5 de setembro de 1940 – Los Angeles, 15 de fevereiro de 2023), foi uma atriz e modelo estadunidense lembrada por seus papéis nas décadas de 60 e 70, como em Viagem Fantástica e Os Três Mosqueteiros.  Sex symbol na década de 1960, quando estrelou o filme Mil Séculos Antes de Cristo (1966) usando apenas um biquíni. Filha de pai boliviano de origem espanhola, ela é sobrinha da ex-presidente da Bolívia entre 1979 e 1980, Lidia Gueiler Tejada.
Em 1975, recebeu o Globo de Ouro de melhor atriz em comédia ou musical por seu desempenho em The Three Musketeers.

## Primeiros anos

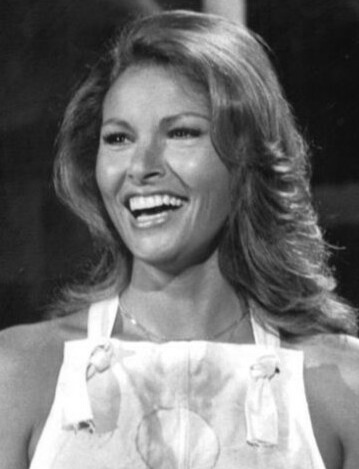
Welch em 1976.

Welch nasceu Jo Raquel Tejada em 5 de setembro de 1940, em Chicago, Illinois. Ela foi a primeira filha de Armando Carlos Tejada Urquizo e Josephine Sarah Hall. Em 2010, enquanto ela estava sendo entrevistada no talk show Tavis Smiley, Welch afirmou: "Meu pai veio de um país chamado Bolívia. Ele era descendente de espanhóis." Sua prima, a política boliviana Lidia Gueiler Tejada, tornou-se a primeira mulher presidente da Bolívia e a segunda chefe de estado não pertencente à realeza nas Américas. Welch recebeu o nome de sua avó paterna. Sua mãe, Josephine Hall, era filha do arquiteto Emery Stanford Hall e sua esposa Clara Louise Adams; ela era de ascendência inglesa. Welch tinha um irmão mais novo, James "Jim" Tejada, e uma irmã mais nova, Gayle Tejada.
A família mudou-se de Illinois para San Diego, Califórnia, quando Welch tinha dois anos. Welch frequentava a Igreja Presbiteriana de Pacific Beach todos os domingos com sua mãe. Quando jovem, Welch tinha o desejo de ser uma artista e artista. Ela começou a estudar balé aos sete anos, mas depois de dez anos de estudo, ela deixou a arte aos dezessete quando seu instrutor lhe disse que ela não tinha o tipo de corpo certo para companhias profissionais de balé. Aos 14 anos, ela ganhou títulos de beleza como Miss Photogenic e Miss Contour. Enquanto estudava na La Jolla High School, ela ganhou o título de Miss La Jolla e o título de Miss San Diego - a mais bela da feira - na San Diego County Fair. Essa longa linha de concursos de beleza acabou levando ao título estadual de Donzela da Califórnia. Seus pais se divorciaram quando ela terminou seus anos escolares.
Welch se formou com louvor no ensino médio em 1958. Em busca de uma carreira de atriz, ela entrou no San Diego State College com uma bolsa de estudos em artes teatrais, e no ano seguinte ela se casou com seu namorado do colégio, James Welch. Ela ganhou vários papéis em produções teatrais locais.
Em 1960, Welch conseguiu um emprego como apresentadora do tempo na KFMB, uma estação de televisão local de San Diego. Como sua vida familiar e seus deveres na televisão eram tão exigentes, ela decidiu desistir de suas aulas de teatro. Após sua separação de James Welch, ela se mudou com seus dois filhos para Dallas, Texas, onde teve uma "vida precária" como modelo para Neiman Marcus e como garçonete.

## Morte
Welch morreu em 15 de fevereiro de 2023 aos 82 anos, familiares informaram ao site TMZ que a atriz faleceu após um mal estar e esteve em breve período doente.

## Legado
Welch ajudou a transformar o ideal feminino da América em seu estado atual. Sua bela aparência e erotismo fizeram dela o ícone sexual definitivo dos anos 1960 e 1970, em vez da loira bombástica do final dos anos 1950, tipificada por Marilyn Monroe, Jayne Mansfield e outras. Welch se tornou uma estrela em meados da década de 1960 e era exótica, morena e extremamente sexual. Suas inúmeras fotos publicitárias ajudaram a popularizar sua imagem, estilo de vestir e as tendências da moda dos anos 1960 e 1970. Welch e outras atrizes também popularizaram o big hair.

## Filmografia
- A House Is Not a Home (1964)
- Roustabout (1964)
- A Swingin' Summer (1965)
- The Queens (1966)
- Fantastic Voyage (1966)
- One Million Years B.C. (1966)
- Shoot Loud, Louder… I Don't Understand (1966)
- The Oldest Profession (1967)
- Fathom (1967)
- Bedazzled (1967)
- The Biggest Bundle of Them All (1968)
- Bandolero! (1968)
- Lady in Cement (1968)
- 100 Rifles (1969)
- Flareup (1969)
- The Magic Christian (1969)
- The Beloved (1970)
- Myra Breckinridge (1970)
- Hannie Caulder (1971)
- Bluebeard (1972)
- Fuzz (1972)
- Kansas City Bomber (1972)
- The Last of Sheila (1973)
- The Three Musketeers (1973)
- The Four Musketeers (1974)
- The Wild Party (1975)
- Mother, Jugs & Speed (1976)
- The Animal (1977)
- Crossed Swords (1978)
- Trouble in Paradise (1989)
- Tainted Blood (1993)
- Chairman of the Board (1998)
- What I Did for Love (1998)
- Tortilla Soup (2001)
- Legally Blonde (2001)
- Jim Brown: All American (2002)
- Forget About It (2005)